# Catedral de Babahoyo
La Catedral de Nuestra Señora de la Merced o simplemente Catedral de Babahoyo es el nombre que recibe un edificio religioso que se encuentra ubicado frente al parque 24 de Mayo, en la localidad de Babahoyo capital del Cantón Babahoyo en la Provincia de Los Ríos en pleno centro del país sudamericano de Ecuador.
Se trata de un templo que sigue el rito romano o latino y funciona como sede de la Diócesis de Babahoyo en la provincia eclesiástica de Guayaquil (Dioecesis Babahoiensis). Diócesis que fue creada en 1994 por la bula Constat praelaturam de su santidad el Papa Juan Pablo II, con base a la prelatura territorial previa creada en 1951 por el papa Pío XII.
Fue dedicada a la Virgen María en su advocación de la Virgen de la Merced. Esta bajo la responsabilidad pastoral del obispo Marcos Aurelio Pérez Caicedo. El edificio actual empezó a ser construido y fue consagrado e inaugurado en 1963. Adicionalmente en 1969 se produjo la bendición del mural dedicado a la Virgen de las Mercedes.

### En redes sociales
- Parroquia Nuestra Señora de la Merced - Catedral de Babahoyo en Facebook

- Datos: Q25414322
- Multimedia: Our Lady of Mercy Cathedral, Babahoyo / Q25414322